# Webers björnbär
Webers björnbär (Rubus henrici-weberi) är en rosväxtart som beskrevs av A. van de Beek. Enligt Catalogue of Life ingår Webers björnbär i släktet rubusar och familjen rosväxter, men enligt Dyntaxa är tillhörigheten istället släktet rubusar och familjen rosväxter. Arten är reproducerande i Sverige. Inga underarter finns listade i Catalogue of Life.